# Challenger de Antalya III 2021
El torneo Antalya Challenger III 2021 fue un torneo de tenis perteneció al ATP Challenger Tour 2021 en la categoría Challenger 80. Se trató de la 3ª edición; el torneo tuvo lugar en la ciudad de Antalya (Turquía), desde el 29 de noviembre hasta el 5 de diciembre de 2021 sobre pista de tierra batida al aire libre.

## Jugadores participantes del cuadro de individuales
| Favorito | País                    | Jugador              | Rank1 | Posición en el torneo |
| -------- | ----------------------- | -------------------- | ----- | --------------------- |
| 1        | Bandera de Turquía      | Cem İlkel            | 145   | Segunda ronda         |
| 2        | Bandera de la India     | Ramkumar Ramanathan  | 222   | Cuartos de final      |
| 3        | Bandera de Portugal     | João Domingues       | 245   | Segunda ronda         |
| 4        | Bandera de Croacia      | Duje Ajduković       | 247   | Segunda ronda         |
| 5        | Bandera de China Taipéi | Tseng Chun-hsin      | 251   | Primera ronda         |
| 6        | Bandera de Portugal     | Nuno Borges          | 262   | CAMPEÓN               |
| 7        | Bandera de Francia      | Geoffrey Blancaneaux | 280   | Segunda ronda         |
| 8        | Bandera de Portugal     | Gonçalo Oliveira     | 288   | Primera ronda, retiro |

- 1 Se ha tomado en cuenta el ranking del 22 de noviembre de 2021.

### Otros participantes
Los siguientes jugadores recibieron una invitación (wild card), por lo tanto ingresan directamente al cuadro principal (WC):
- Yankı Erel
- Cem İlkel
- Aleksandre Metreveli

Los siguientes jugadores ingresan al cuadro principal tras disputar el cuadro clasificatorio (Q):
- Tiago Cação
- Oliver Crawford
- Mick Veldheer
- Louis Wessels

## Campeones

### Individual Masculino
- Nuno Borges derrotó en la final a  Ryan Peniston, 6–4, 6–3

### Dobles Masculino
- Riccardo Bonadio /  Giovanni Fonio derrotaron en la final a  Hsu Yu-hsiou /  Tseng Chun-hsin, 3–6, 6–2, [12–10]